# Форт святого Георгія (Ойтавош)
Форт святого Георгія в Ойтавоші (порт. Forte de São Jorge de Oitavos) - фортифікаційна споруда, що знаходиться на узбережжі Атлантичного океану серед Ойтавошських дюн біля міста Кашкайш у Португалії. Входив у оборонну лінію, що протягнулася від Вифлеємської башти в Лісабоні до Мису Рока.

## Історія
Побудований під час Реставраційної війни з Іспанією для запобігання висадки військ між пляжами Гуінчо та Гуя. Розміщений так, щоб прострілювати територію між Фортом Носса Сенйора в Гуї (порт. Forte de Nossa Senhora da Guia) та Форту Святого Власія Санксентського на мисі Расо. Містив гарнізон з одного офіцера, трьох пушкарів та 18 солдатів. Споруджений під управлінням Антоніу Луїш де Мінезіш.
Оснащений чотирма гарматними бартизанами та лінією для мушкетерів. Напис на вході свідчить, що будівництво розпочалося 4-го травня 1642 і закінчене у 1648. Але науковці вважають, що форт побудований між 1641 та 1643 роками. Наразі у форті розміщено музей.

## Галерея

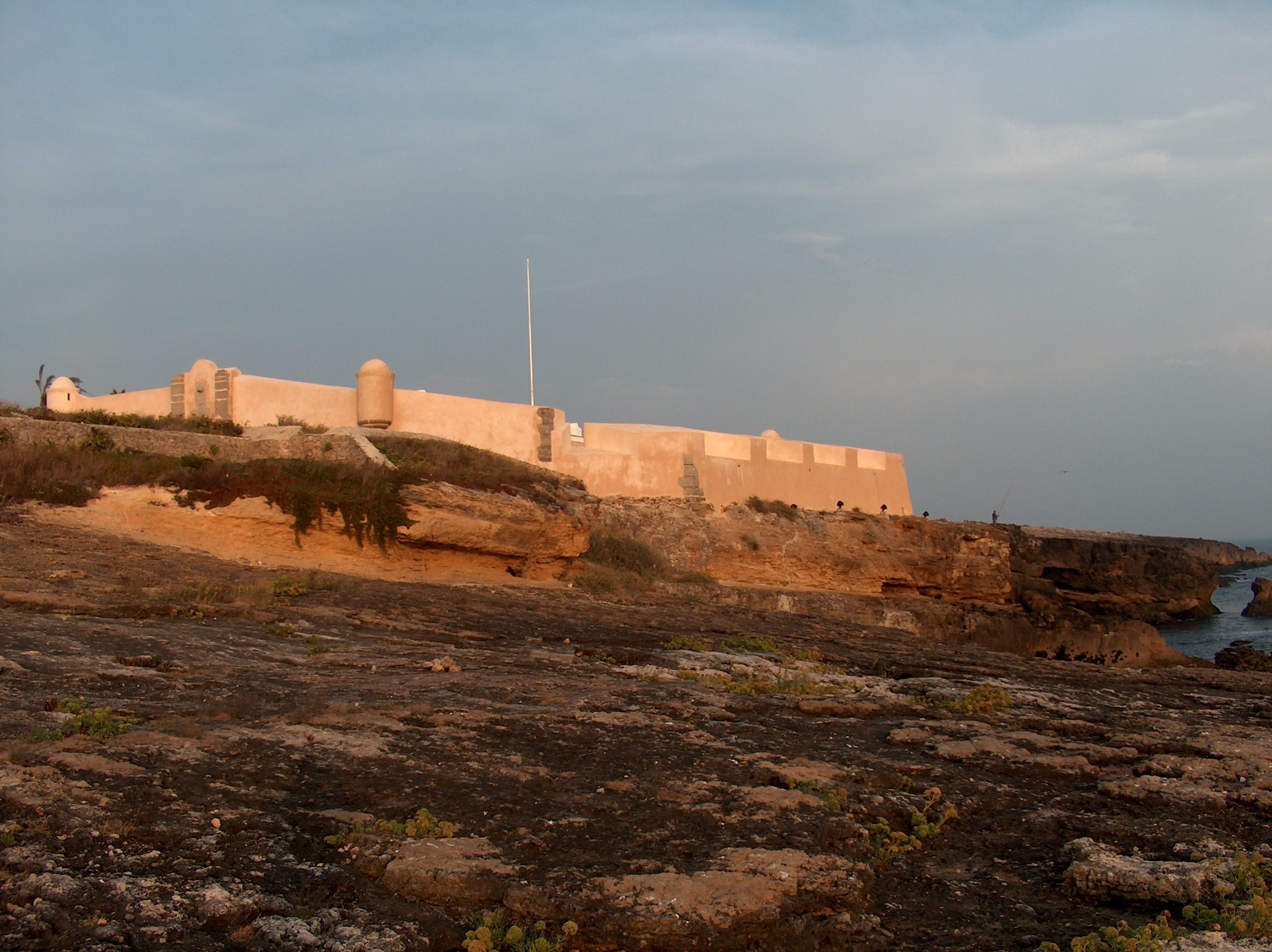
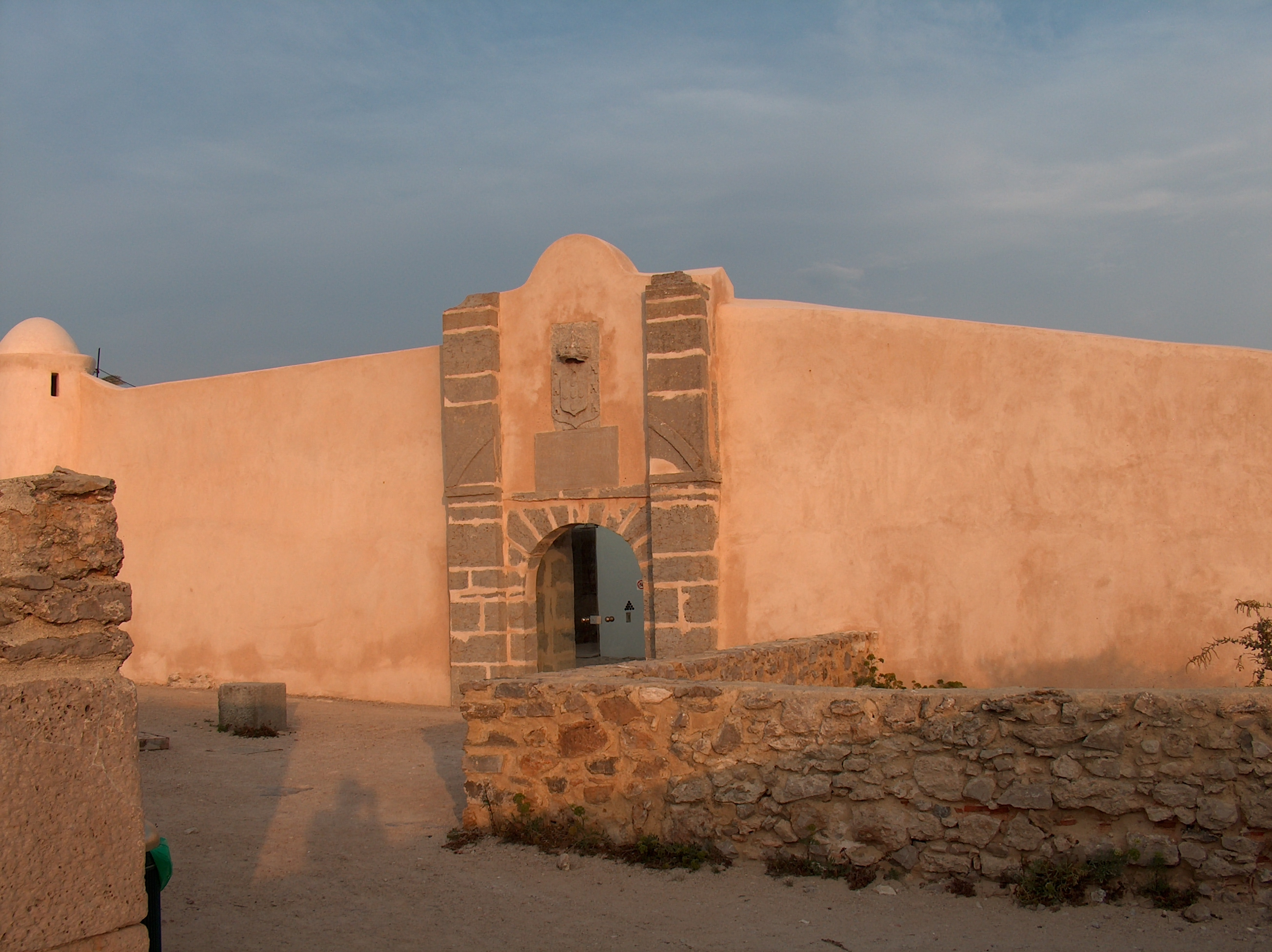
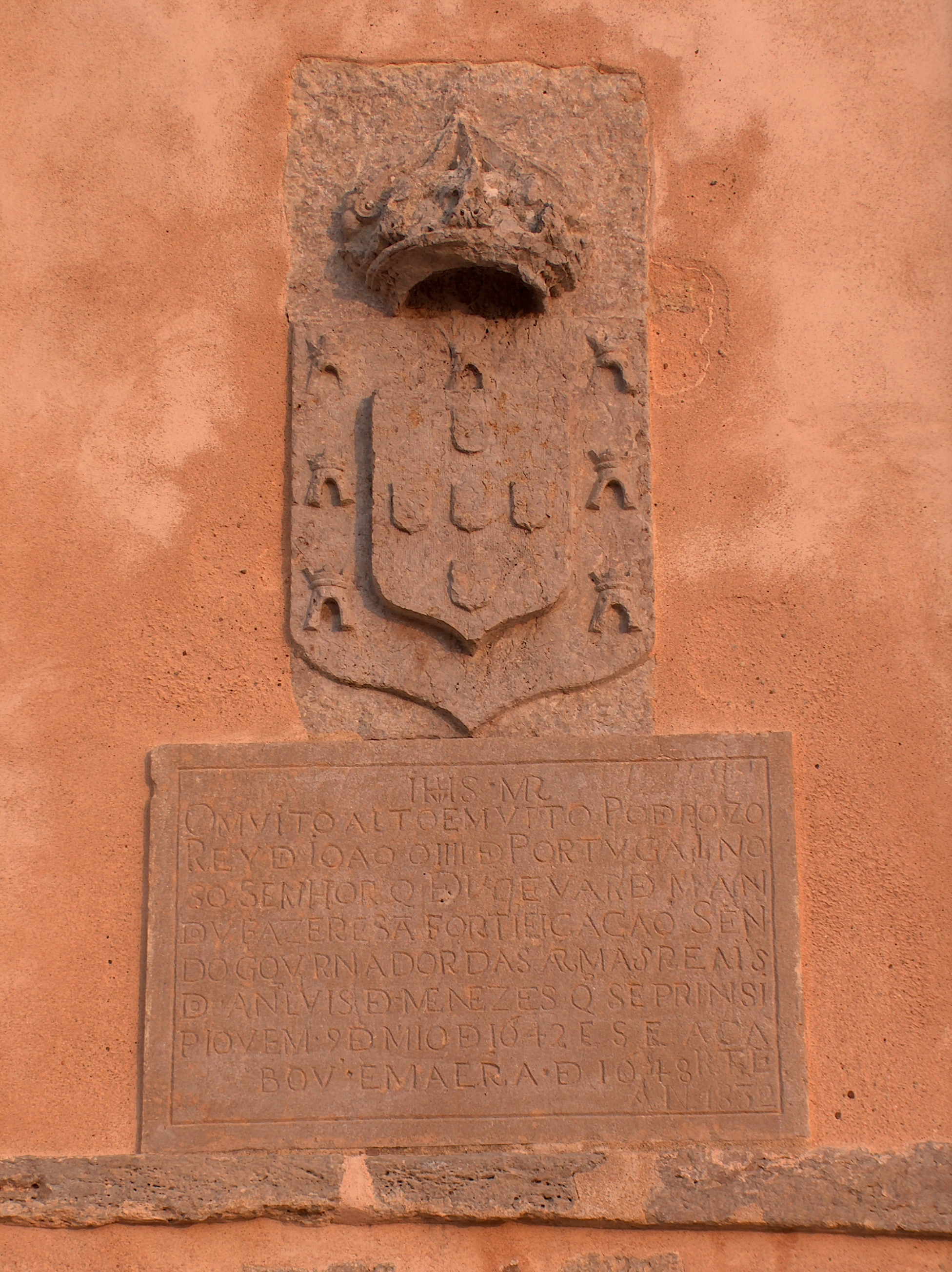
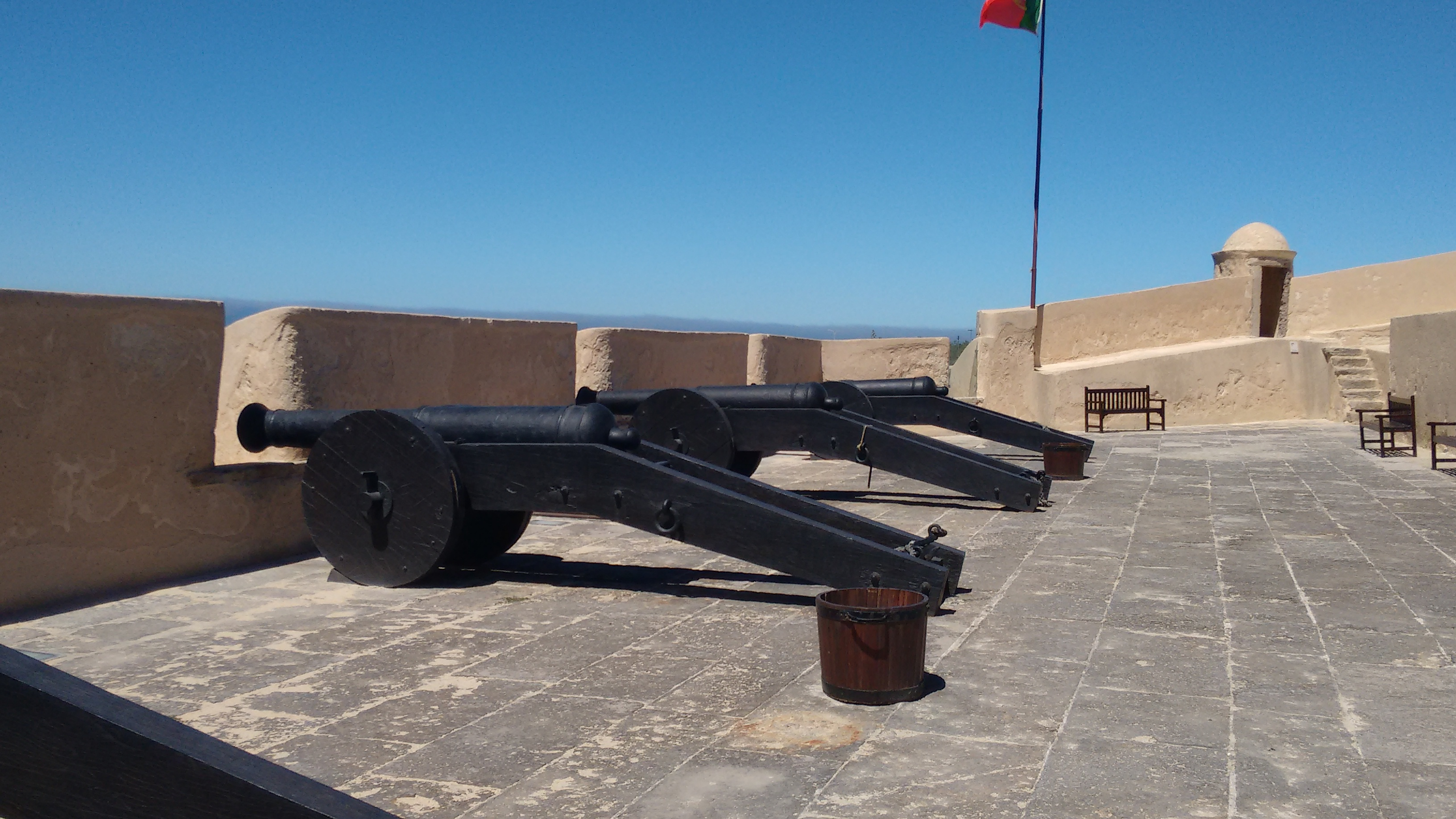